# Bygdefotograf
Bygdefotograf var en fotograf på landsbygden under första delen av 1900-talet. 
För det mesta hade en bygdefotograf ett annat yrke vid sidan av fotograferandet. Bygdefotograferna cyklade ofta runt på landsbygden för att söka motiv och människor som kunde tänkas vilja beställa en bild. Dessa fotografer hade i regel ingen ateljé och framkallade sina bilder i primitiva mörkrum. Kunskapen att ta bilder, framkalla och kopiera kunde man läsa sig till i handböcker eller genom korrespondensinstitut.
Ett exempel på en bygdefotograf var skomakaren Martin Malmkvist 1883-1952 som var bosatt i Höör i mitten av 20-talet. Hans efterlämnade glasnegativ, som hittades 1966 på en vind i Höör, har skänkts till Höörs kommuns arkiv. I november 2011 utkom En bygdefotografs vardagsbilder från 20-talets Skåne, en fotobok med 160 bilder försedda med kulturhistoriska kommentarer av Christina Lindvall-Nordin och Staffan Nordin. 